# Левулиновая кислота
Левулиновая кислота она же 4-оксопентановая кислота — одноосновная карбоновая кислота, первый простейший представитель γ-кетокислот.

## Физико-химические свойства
Левулиновая кислота представляет собой твёрдое кристаллическое вещество белого цвета, растворимое в воде (растворимость повышается при нагревании), этаноле и эфире, кислота средней силы pKa = 4,62 (при 25 °С), довольно едкая, пары могут вызвать раздражение кожи и слизистых оболочек. Левулиновая кислота имеет все свойства карбоновой кислоты и кетона, и поэтому образует производные как по карбонильной, так и по карбоксильной группам. Соли левулиновой кислоты называются левулинатами.
При обезвоживании левулиновой кислоты образуется так называемый лактон анжелика.

## Получение
Все практические методы получения левулиновой кислоты основаны на действии минеральных кислот на углеводы. Эту реакцию открыли Гроте и Толленс, получившие левулиновую кислоту нагреванием тростникового сахара с разбавленной серной кислотой. Лучший выход левулиновой кислоты достигается действием соляной кислоты на сахарозу при нагревании. Левулиновая кислота также может быть получена из крахмала, инулина и глюкозы действием соляной кислоты, а также из фурфурилового спирта или оксиметилфурфурола действием разбавленных минеральных кислот (серной или соляной).
Оксиметилфурфурол гидролизуется под действием серной кислоты на левулиновую и муравьиную кислоты.
{\displaystyle {\mathsf {HOCH_{2}C_{4}H_{2}OCHO+2H_{2}O{\xrightarrow[{}]{[H2SO4]}}HCOOH+CH_{3}C(O)CH_{2}CH_{2}COOH}}}
Синтетически левулиновую кислоту получают конденсацией натрийацетоуксусного эфира с эфиром α-бромуксусной кислоты и гидролизом полученного при этом эфира ацетилянтарной кислоты с последующим декарбоксилированием.

## Применение
Левулиновая кислота и её соли широко используются в фармацевтике (пролекарство) и в органическом синтезе, левулинат натрия используют в качестве компонента к антифризу, левулинаты кальция и магния являются стимуляторами растений, эфиры левулиновой кислоты являются хорошими пластификаторами, нитрил левулиновой кислоты применяют в синтезе левулиновой кислоты и её солей.
Сама левулиновая кислота является консервантом. Обладает антисептическими свойствами.
В настоящее время (на 2015 год) левулиновая кислота рассматривается как потенциальный заменитель топлива из нефтепродуктов в экономике, в Италии ведутся исследования по её производству в промышленных масштабах из пищевых и сельскохозяйственных отходов.